# Matthias Wamu
Matthias Wamu Oyatambwe (22 oktober 2008) is een Belgisch voetballer die onder contract ligt bij KRC Genk.

## Carrière
Wamu maakte in de zomer van 2023 de overstap van de jeugdwerking van KAA Gent naar de jeugd van KRC Genk. Op 30 november 2024 mocht hij, op 16-jarige leeftijd, debuteren voor Jong Genk, het tweede elftal van Genk. In de competitiewedstrijd tegen Zulte Waregem viel Wamu na 86 minuten in voor Michiel Cauwel. In de 92ste minuut wist hij meteen te scoren bij zijn officieel debuut in het profvoetbal door de 2-3 aansluitingstreffer te maken. Dit zou uiteindelijk ook de einduitslag worden in deze wedstrijd.

## Clubstatistieken
| Seizoen         | Club            | Land            | Competitie      | Competitie | Competitie | Beker | Beker | Supercup | Supercup | Europees | Europees | Totaal | Totaal |
| Seizoen         | Club            | Land            | Competitie      | Wed.       | Dlp.       | Wed.  | Dlp.  | Wed.     | Dlp.     | Wed.     | Dlp.     | Wed.   | Dlp.   |
| --------------- | --------------- | --------------- | --------------- | ---------- | ---------- | ----- | ----- | -------- | -------- | -------- | -------- | ------ | ------ |
| 2024/25         | Jong Genk       | Vlag van België | Eerste klasse B | 1          | 1          | —     | —     | —        | —        | —        | —        | 1      | 1      |
| Carrière totaal | Carrière totaal | Carrière totaal | Carrière totaal | 1          | 1          | 0     | 0     | 0        | 0        | 0        | 0        | 1      | 1      |

Bijgewerkt op 30 november 2024.
15 Claes ·
50 Youndje ·
51 Brughmans ·
52 Da Costa ·
54 Onstein ·
55 Yoshinaga · 
56 De Wannemacker ·
57 Murenzi ·
58 Wamu · 
59 Mirisola  ·
60 Lazar ·
61 Van Ingelgom ·
62 Cauwel ·
63 Wasinski ·
64 Yokoyama ·
65 Akpan ·
66 Bafdili ·
68 Rabhi ·
70 Bouazzaoui ·
71 Stevens ·
72 Barry ·
73 Mbavu ·
74 Nuozzi ·
75 Caicedo ·
76 Driessen ·
78 Lukanic ·
79 Nzoko ·
80 Touré ·
81 Boets ·
82 Vliegen ·
84 Sarfo ·
86 Haroun · 
87 Yasuda ·
89 Kim ·
Coach: Van Rumst